# Unterpräfektur Sorachi

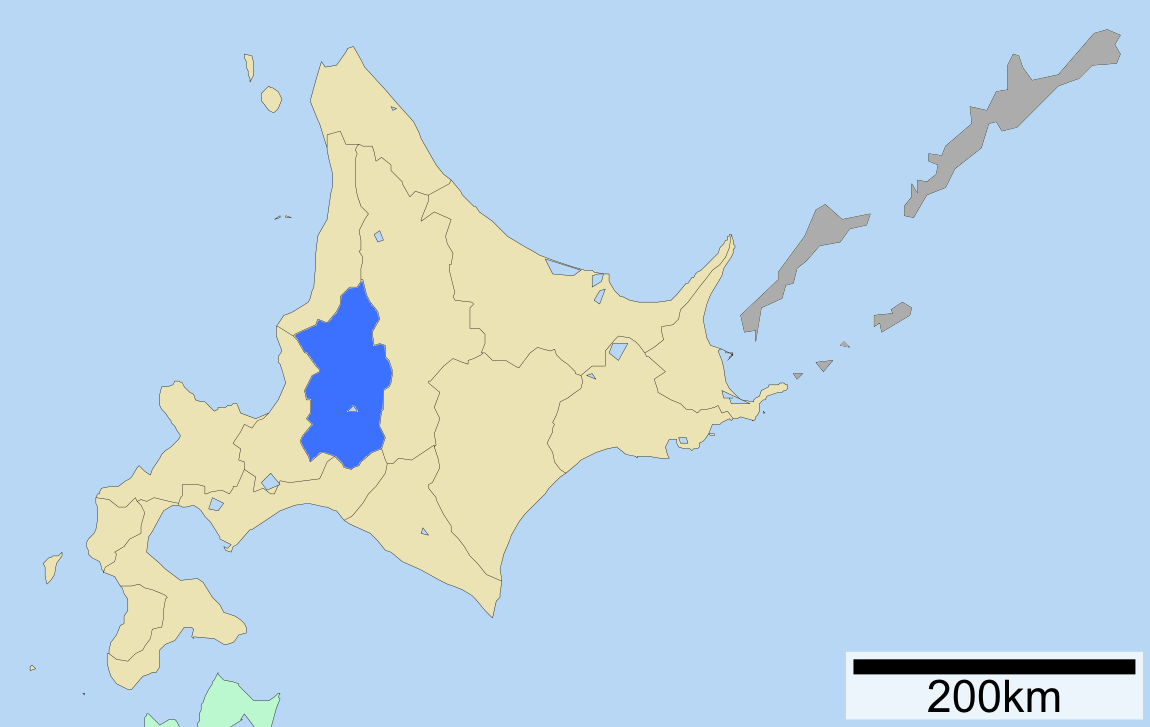
Lage der Unterpräfektur Sorachi

Sorachi (jap. 空知総合振興局, Sorachi-sōgō-shinkō-kyoku) ist eine Unterpräfektur der Präfektur Hokkaidō. Sie hat eine Fläche von 6.558,26 km² und eine Einwohnerzahl von 373.736 (Stand: 31. Juli 2004).

## Geschichte
Die Unterpräfektur Sorachi (空知支庁, Sorachi-shichō) wurde 1897 eingerichtet.
1899 wurde das Dorf Furano – die heutige Großstadt Furano und der Landkreis Sorachi mit Kamifurano, Nakafurano und Minamifurano – der Unterpräfektur Kamikawa zugeschlagen.
Bei der Neugliederung von Hokkaidō zum 1. April 2010 erfolgte die Umbenennung in Sorachi-sōgō-shinkō-kyoku. Dabei wurde die Gemeinde Horokanai der Unterpräfektur Kamikawa zugeschlagen.

## Verwaltungsgliederung

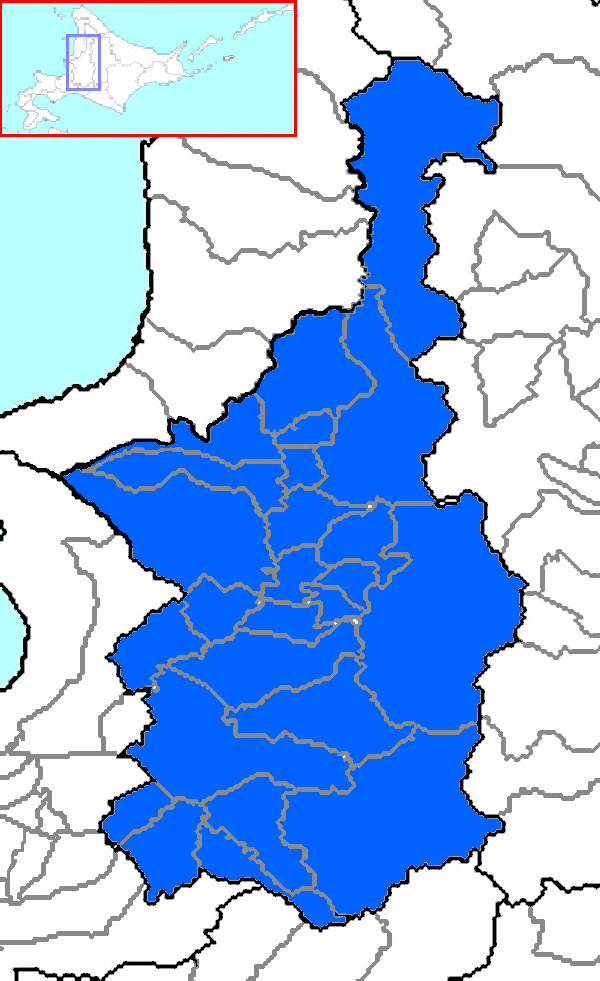
Gemeinden der Unterpräfektur Sorachi (mit Horokanai)

### Großstädte (市,shi)
- Sitz der Unterpräfekturverwaltung: Iwamizawa

- Yūbari
- Bibai
- Ashibetsu
- Akabira
- Mikasa
- Takikawa
- Sunagawa
- Utashinai
- Fukagawa

### Landkreise (郡,gun)
Liste der Landkreise der Unterpräfektur Sorachi, sowie deren Städte (町, chō) und Dörfer (村, mura).
- Sorachi
  - Namporo
  - Naie
  - Kamisunagawa
- Yūbari
  - Yuni
  - Naganuma
  - Kuriyama
- Kabato
  - Tsukigata
  - Urausu
  - Shintotsukawa
- Uryū
  - Moseushi
  - Chippubetsu
  - Uryū
  - Hokuryū
  - Numata

### Neugliederungen
- Am 27. März 2006 wurden die Stadt Kurisawa und das Dorf Kita im Landkreis Sorachi in die Großstadt Iwamizawa eingemeindet.